# Hermann Ludwig Eichborn
Hermann Ludwig Eichborn (Breslau, Prússia, 30 d'octubre de 1847 - Gries-Quirein, Tirol del Sud, 15 d'abril de 1918) fou un musicògraf i compositor alemany.
Fou un notable professor de trompa i trompeta, col·labora durant algun temps amb el constructor d'instruments de vent Heidrich, creant algun nou tipus de trompa, com el Oktav-Waldhorn adoptat per les bandes militars alemanyes. Com a compositor donà a l'escena les operetes Drei auf einen Schlag, Zopf und Krummstab, Blaue Kinder. Va compondre molta música per a piano, lieder i peces de concert per a diversos instruments, marxes i música de ball per a orquestra i banda. Entre les seves principals biografies hi ha: Die Trompete in alter und neuer Zeit, Beitrag zur Geschichte der Instrumentalmusik, Ueber das Oktavierungsprincip bei Blechinstrumenten, Das alte Klarinblasenauf Trompeten o Die Dámpfung beim Horn.